# Petites Misères
Pour plus de détails, voir Fiche technique et Distribution.
Petites Misères est une comédie dramatique franco-belgo-luxembourgeoise réalisée par Philippe Boon et Laurent Brandenbourger, sortie en 2002.

## Synopsis
Jean V., huissier de justice de quarante ans, exerce son métier avec talent mais sans faire preuve d'humanité. Il est marié à Nicole, 35 ans et consommatrice en crise.
Régulièrement, Jean a recours aux services de Georges, débiteur chronique et personnage folklorique, qui l'aide dans ses "petites combines". 
Incidemment, Georges redonne à Nicole le goût d'acheter.
Un jour, l'huissier fait la rencontre d'Eddy, un policier qui l'accompagne durant sa tournée des saisies. Mais un différend les oppose et va prendre des dimensions disproportionnées. 
Poussé à bout, Jean décide de monter avec Georges une sombre machination pour donner une leçon au flic.

## Fiche technique
- Titre original : Petites Misères
- Montage : Sandrine Deegen
- Genre : comédie dramatique

## Distribution
- Albert Dupontel : Jean
- Marie Trintignant : Nicole
- Serge Larivière : Georges
- Bouli Lanners : Eddy
- Stéphanie Coerten : femme embouteillage
- Christian Crahay : Le commissaire